# باميلا آن دافي
باميلا آن دافي (بالإنجليزية: Pamela Ann Davy)‏ هي ممثلة أسترالية، ولدت في 1939 بسيدني في أستراليا، وتوفيت في 3 يونيو 2018 بهوبارت في أستراليا.

## وصلات خارجية
- باميلا آن دافي على موقع IMDb (الإنجليزية)
- باميلا آن دافي على موقع قاعدة بيانات الفيلم (الإنجليزية)